# Chomaphis mira
Chomaphis mira är en insektsart. Chomaphis mira ingår i släktet Chomaphis och familjen långrörsbladlöss. Inga underarter finns listade i Catalogue of Life.